# Odernheim am Glan
Odernheim am Glan település Németországban, Rajna-vidék-Pfalz tartományban. Lakosainak száma 1720 fő (2023. december 31.).

## Népesség
A település népességének változása:
| Lakosok száma | 1828 | 1690 | 1659 | 1657 | 1721 | 1721 | 1720 |
|               | 1975 | 2014 | 2017 | 2019 | 2021 | 2022 | 2023 |